# Georgian International Airlines
Georgian International Airlines (раніше відома як EuroLine) — грузинська авіакомпанія зі штаб-квартирою в Батумі, що виконує регулярні та чартерні пасажирські перевезення по аеропортах міст Азії та Європи.

## Історія
Авіакомпанія EuroLine була заснована в червні 2004 року і почала комерційні перевезення в кінці того ж року.
У лютому 2010 року рада директорів перевізника ухвалила рішення про перейменування авіакомпанії Georgian International Airlines з відповідною зміною логотипу та розмальовки власних літаків.

## Флот
Станом на 2 травня 2010 року повітряний флот авіакомпанії Georgian International Airlines складався з таких літаків:
| Тип літака      | Експлуатується | Пасажирських місць | Пасажирських місць | Пасажирських місць | Примітки                           |
| Тип літака      | Експлуатується | C                  | Y                  | Всього             | Примітки                           |
| Boeing 737-500  | 0 (1)          | 0                  | 121                | 121                |                                    |
| Boeing 747-200B | 1              | -                  | -                  | -                  | У лізингу Global Investments Aero  |
| Fokker 70       | 0 (2)          | -                  | -                  | -                  | раніше експлуатувався в а/к "Malév |
| Saab 340B       | 3              | 4 0                | 29 35              | 33 35              | 1 лізинг Mars RK                   |
| Ту-134А         | 1              | 8                  | 68                 | 76                 |                                    |
| Як-40           | 1              | VIP                | VIP                | 46                 |                                    |

### Виведені з експлуатації
- 1 × Ан-24